# ميداس
ميداس (باليونانية: Μίδας)‏ في الأساطير الإغريقية هو ملك كان له قدرة على تحويل أي شيء يلمسه إلى ذهب،والاسم موجود لدى العديد من الملوك الفريجيين، ويقال أنه كان ابن غورديوس والربة كوبيلي والذي كان أبوه أول كهنتها وبنى معبد بيسينوس على شرفها، وكان قد ظهر لأول مرة في التاريخ بإهدائه عرشاً لدلفي حوالي 700 ق م والكتابات اللاحقة تقول أنه تزوج ابنة أجاممنون ملك كيمي الأيولية وتاجر مع الأقوام البعيدة ويظهر اسمه على وجهة إحدى أعظم النصب التذكارية المنحوتة في الصخر في إقليم شاكاريا، وقبل 700 ق م قال الآشوريون أنهم حاربوا ملك قبائل الموشكي ويدعى ميتا وآخر ميداس انتحر عندما هاجم مملكته الغزاة السيمريون.

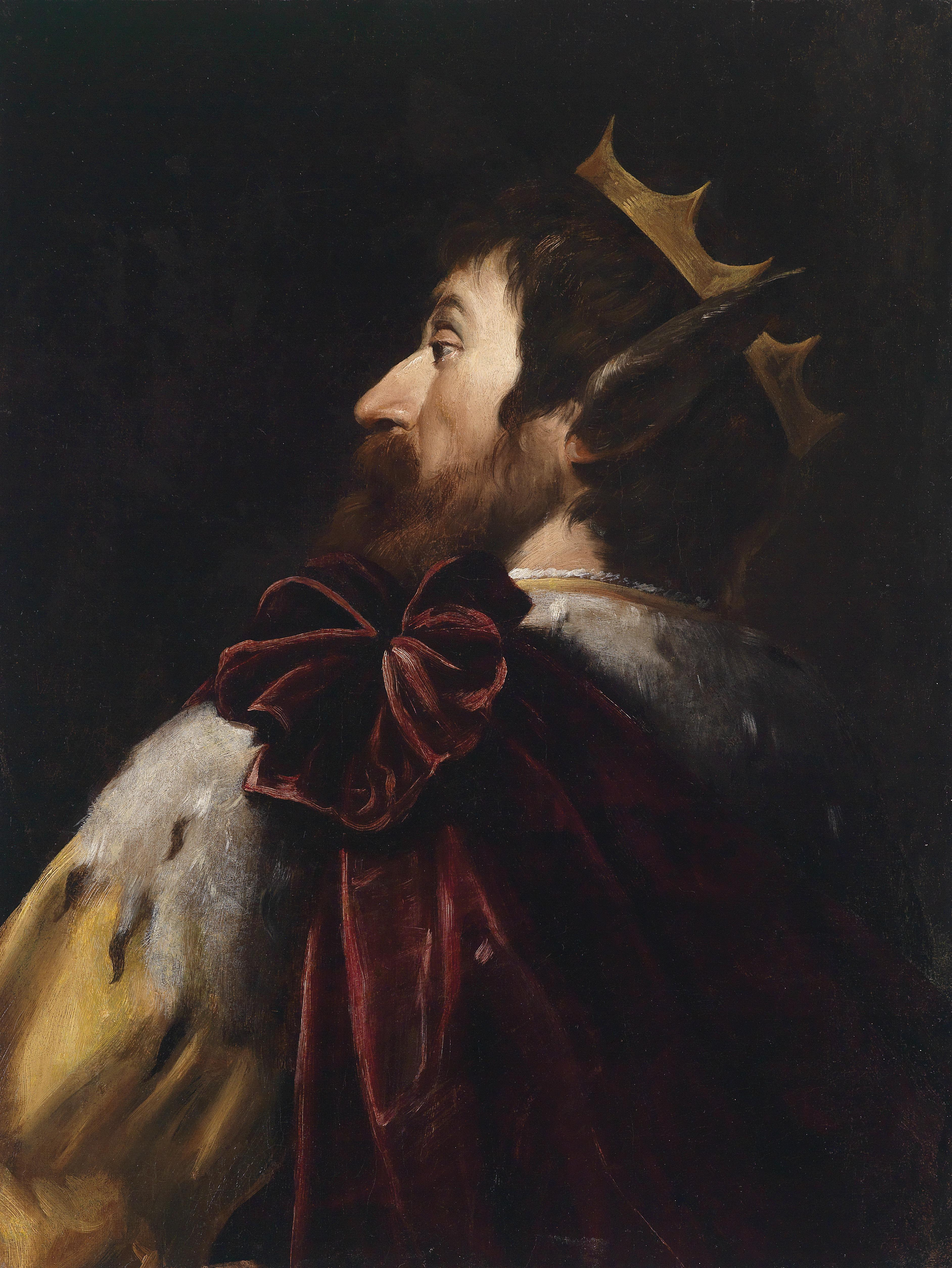
ميداس بريشة أندريا فاكارو، 1670. مجموعة خاصة.

## في الأسطورة

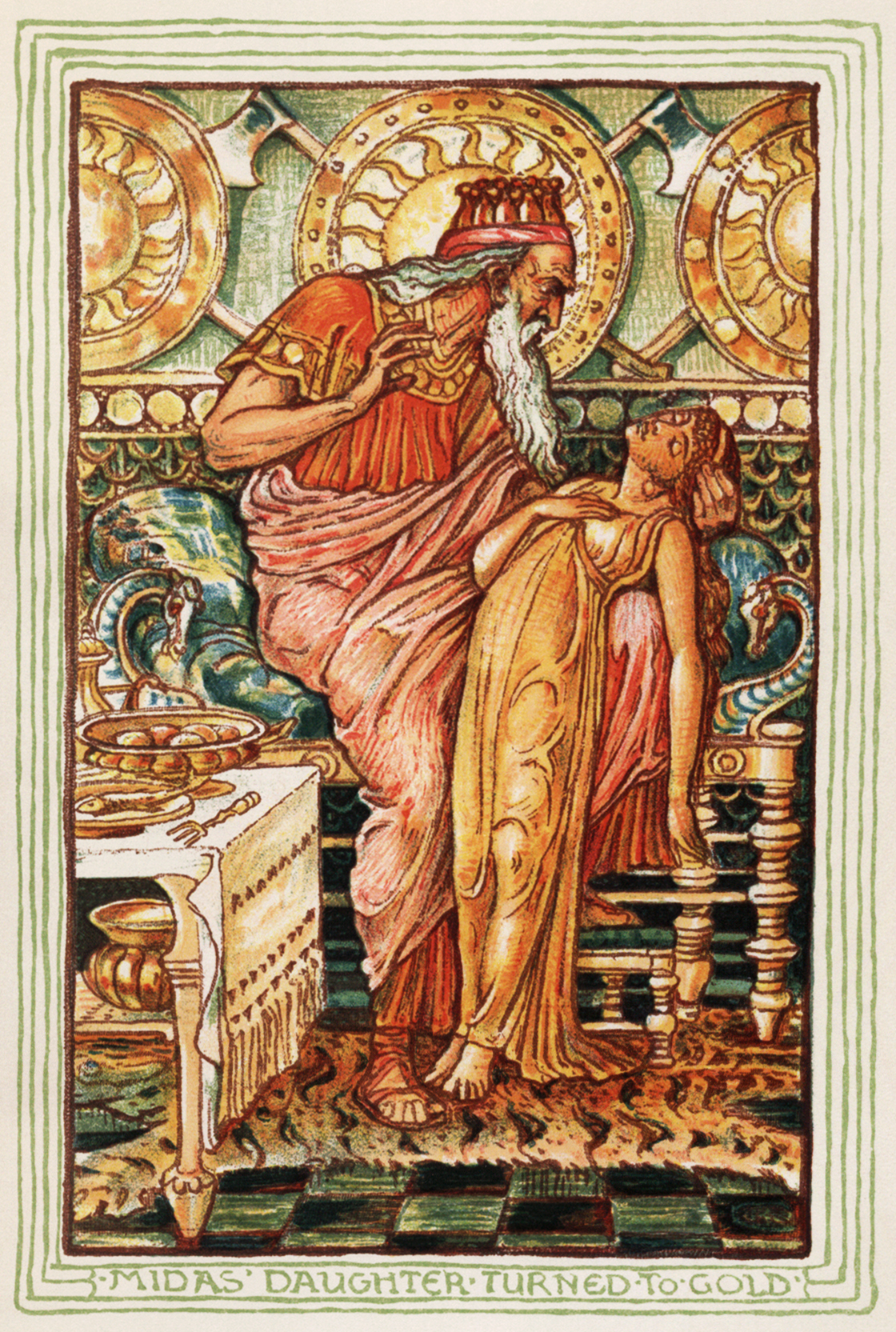
ابنة ميداس تتحول إلى تمثال ذهبي بعد لمس والدها لها

وهنالك حكايتان مشهورتان عنه في الأساطير، أشهرها طبعا حكاية تحويل ما يلمسه إلى ذهب؛ وظهرت في العديد من الكتب أشهرها ما رواه أوفيد حيث أمسك بسيلينوس وهو ساتير تابع لديونيسوس وبسبب معاملته اللطيفة له منحه أمنية لكنها بدأت تزعجه فلم يستطع أكل شيء لأنه يتحول إلى ذهب ثم نسي وحضن ابنته فتحولت إلى ذهب فأشار له ديونيسوس بالاستحمام في نهر باكتولوس قرب سارديس الذي احتوى على الذهب من يومها.
الحكاية الأخرى أنه تم وضعه حكماً في مباراة موسيقية بين أبولو والساتير مارسياس، لكنه فضّل مارسياس فعاقبه أبولو بأن جعل له أذني حمار. وأخفاهما تحت الطاقية الفريجية، ولكن حلّاقه اكتشف السر ولم يقدر على أن يحافظ عليه فحفر حفرة في الأرض وهمس فيها «ميداس لديه أذنا حمار». وملأ الحفرة ظنا منه أن سره في أمان، ولكن القصب الذي نما على الحفرة نشر السر في المكان. فكان ميداس بأذني الحمار موضوعا لعدد من المسرحيات والحكايا الشعبية المتوارثة.